# 馬歇爾縣 (愛阿華州)
馬歇爾縣（英語：Marshall County）是美國愛阿華州中部的一個縣。面積1,484平方公里。根據美國2000年人口普查，共有人口39,311人。縣治馬歇爾敦 (Marshalltown) 。
成立於1846年。縣名紀念曾任代表維吉尼亞州的眾議員、國務卿、首席大法官的約翰·馬歇爾。